# Amolops kohimaensis
Espèce
Amolops kohimaensis est une espèce d'amphibiens de la famille des Ranidae.

## Répartition
Cette espèce est endémique du Nagaland en Inde.

## Description
Amolops kohimaensis mesure entre 43 et 49 mm pour les mâles. Son dos est brun et sa face ventrale grisâtre tacheté de brun.

## Étymologie
Son nom d'espèce, composé de kohima et du suffixe latin -ensis, « qui vit dans, qui habite », lui a été donné en référence au lieu de sa découverte, le district de Kohima.

## Publication originale
- Biju, Mahony & Kamei, 2010 : Description of two new species of torrent frog, Amolops Cope (Anura: Ranidae) from a degrading forest in the northeast Indian state of Nagaland. Zootaxa, no 2408, p. 31-46 (texte intégral).